# Franck Desmoulins
Franck Desmoulins est un ingénieur du son français pour le cinéma.

## Biographie
Diplômé de l'École supérieure d'études cinématographiques, il a suivi parallèlement une formation en acoustique au
Conservatoire national des arts et métiers.
Initialement basé en France, il collabore à la prise de son et au sound design de plus 35 films. Il étend depuis 2009 son savoir au Vietnam où il participe à l'amélioration des bandes-son du cinéma vietnamien en collaboration avec Arnaud Soulier et Roman Dymny.

## Filmographie
- 1997 : L'Enfant qui connaissait les femmes
- 2008 : Bienvenue chez les Ch'tis
- 2011 : Rien à déclarer
- 2011 : Âme maternelle